# 2020년 하계 올림픽에 관한 논란
다음은 2020년 하계 올림픽에 관한 논란이다.

## 조직위의 논란

### 공식 엠블럼 표절 사건
2020년 도쿄 하계 올림픽·패럴림픽 조직위원회는 2015년 7월 24일에 디자이너 사노 겐지로의 엠블럼 디자인을 2020년 도쿄 하계 올림픽과 하계 패럴림픽의 공식 엠블럼으로 선정했다. 사노의 엠블럼 디자인은 팀(Team), 도쿄(Tokyo), 내일(Tomorrow)을 뜻하는 알파벳 T를 모티브로 한 디자인이었다. 그 밖에 엠블럼 오른쪽 상단에 있는 빨간색 동그라미는 일본의 국기에서 따온 디자인으로서 사람의 심장 박동을 의미하였다. 엠블럼 중앙에 있는 검은색 기둥은 다양성을 의미하였다.
한편 사노 겐지로의 엠블럼 디자인을 본 벨기에의 그래픽 디자이너인 올리비에 드비(Olivier Debie)는 자신이 제작한 리에주 극장(Théâtre de Liège)의 로고 디자인과 유사하다며 표절 의혹을 제기했다. 사노는 표절 의혹을 부인했지만 그가 과거에 타인의 디자인 작품들을 도용, 표절한 사실이 밝혀졌다. 결국 2015년 9월 1일 도쿄 하계 올림픽·패럴림픽 조직위원회는 사노 겐지로가 제작한 문제의 엠블럼 사용을 중단하기로 결정했다.
2015년 11월 24일 도쿄 하계 올림픽·패럴림픽 조직위원회는 만 18세 이상의 일본 국민들과 일본에 거주하고 있는 외국인들을 대상으로 한 엠블럼 디자인 공모를 실시하는 한편, 2015년 12월 7일까지 엠블럼 디자인 응모작을 접수한다고 밝혔다. 도쿄 하계 올림픽·패럴림픽 조직위원회는 2016년 4월 8일에 올림픽 엠블럼과 패럴림픽 엠블럼 디자인 후보작 4개를 공개했다. 2016년 4월 25일 도쿄 하계 올림픽·패럴림픽 조직위원회는 도코로 아사오의 엠블럼 디자인을 대회의 공식 엠블럼으로 선정했다.

### 뇌물 수수 의혹
2020년 하계 올림픽 개최 도시를 결정하기 위한 투표 과정에서 세네갈 출신의 라민 디아크(Lamine Diack) 국제 육상 경기 연맹(IAAF) 회장 겸 IOC 위원이 육상 후원금을 받은 대가로 도쿄에 투표했다는 사실이 프랑스 검찰과 싱가포르 정부의 공동 수사 과정에서 밝혀졌다.
프랑스 검찰과 싱가포르 정부는 라민 디아크 회장이 러시아 출신 육상 선수들의 도핑을 뇌물로 은폐했다는 의혹을 수사하는 과정에서 일본 측에서 뇌물이 전달된 사실을 밝혀냈다. 또한 2020년 도쿄 하계 올림픽 유치위원회가 2013년 9월에 라민 디아크 회장의 아들인 칼릴 디아크(Khalil Diack)에게 130만 유로, 그와 관련된 싱가포르 회사에 280만 싱가포르 달러를 송금한 사실을 확인했다. 2020년 도쿄 하계 올림픽·패럴림픽 조직위원회는 싱가포르에 위치한 컨설팅 회사에 송금한 컨설팅 대금이었다고 해명했지만 싱가포르의 언론들은 싱가포르에 주소를 두고 있던 페이퍼 컴퍼니에 송금한 비용이라고 지적했다.

## 환경·안전 논란

### 후쿠시마현의 방사능과 관련된 논란
2011년 3월에 일어난 도호쿠 지방 태평양 해역 지진과 후쿠시마 제1 원자력 발전소 사고로 인하여 일본 후쿠시마현과 인근 지역에서 방사능이 누출되었다. 아베 신조 일본 총리는 일본 도쿄의 2020년 하계 올림픽 유치 과정에서 "후쿠시마현의 방사능은 모두 통제되고 있으며 도쿄에는 어떠한 영향도 주지 않는다."고 밝혔으며 도쿄가 2020년 하계 올림픽을 유치한 이후에도 "후쿠시마현의 대부분 지역이 정상으로 돌아오고 있다."라는 입장을 거듭 주장했다. 일본 정부는 한발 더 나아가 2020년 도쿄 하계 올림픽이 부흥 올림픽이 될 것이라고 선전했다. 하지만 후쿠시마 원자력 발전소의 방사능 오염수가 원인을 파악할 수 없을 정도로 계속 증가하고 있으며 통제가 불가능한 수준에 달하고 있다는 지적을 받았다.
이런 가운데 2020년 도쿄 하계 올림픽·패럴림픽 조직위원회가 "방사능 누출 사고가 일어났던 후쿠시마현의 부흥"을 알리기 위해 2020년 도쿄 하계 올림픽의 남자 야구, 여자 소프트볼을 비롯한 일부 종목의 경기를 후쿠시마현과 인근 지역에서 개최하는 결정을 내리는 한편 올림픽 성화 봉송 구간에 후쿠시마현과 인근 지역을 포함하는 결정, 도쿄 올림픽에 참가하는 선수단에게 후쿠시마현에서 생산된 식재료를 공급한다는 결정을 발표하여 환경 단체, 올림픽 반대 운동 관련 단체의 거센 항의를 받았다. 하지만 올림픽을 앞둔 상황에서 일본 정부가 후쿠시마 원자력 발전소 오염수 방출 문제에 관하여 후쿠시마현과 인근 지역이 방사능으로부터 안전해지고 있다고 주장하여 논란이 확산되었다. 게다가 일본 정부는 올림픽을 계기로 후쿠시마현에서 생산된 농산물·수산물을 세계 각지에 수출하겠다고 선전했다. 대한민국 외교부는 2019년 8월 13일에 공개된 공식 성명을 통해 "일본의 후쿠시마 원자력 발전소 오염수 방출 문제에 적극적으로 대응해 나가겠다"는 입장을 표명했는데 이는 대한민국 정부가 2019년 한일 무역 분쟁과 2020년 올림픽을 겨냥하여 일본 정부를 압박하기 위한 외교적 수단이라는 관측이 제기되었다. 토마스 바흐 국제 올림픽 위원회(IOC) 위원장은 2019년 10월 16일에 카타르 도하를 방문한 이기흥 대한체육회 회장을 만난 자리에서 방사능 문제를 점검하겠다고 밝혔다.
대한민국의 종합편성채널인 JTBC는 2019년 8월에 진행된 일본 후쿠시마현 현지 취재를 통해 후쿠시마시에 위치한 아즈마 야구장, 후쿠시마현을 지나가는 성화 봉송 경로에서 기준치의 25배에 달하는 방사능 수치가 검출되었으며 도쿄에 위치한 올림픽 주경기장에서 방사능에 오염된 후쿠시마현의 토양에서 자란 목재가 사용되었다고 보도했다. JTBC는 후쿠시마 원자력 발전소에서 14km, 후쿠시마시의 아즈마 야구장에서 70km 정도 떨어진 후쿠시마현의 '희망 목장'에 방사능 오염토를 담은 비닐봉지가 방치되어 있는 모습, 후쿠시마현의 밭에 방사능 오염토와 일반 토양을 섞어서 농사를 짓는 실험을 벌이는 모습, 후쿠시마현 각지에 방사능 오염토를 담은 포대가 방치되어 있는 모습을 촬영한 영상을 보도했다.
이런 가운데 2020년 도쿄 하계 올림픽·패럴림픽 조직위원회는 후쿠시마현에서 생산된 농산물·수산물은 안전하게 관리되고 있기 때문에 올림픽에 참가하는 선수단이 섭취해도 문제가 될 것이 없다고 주장했으며 올림픽 선수촌에도 후쿠시마현에서 생산된 목재를 사용하겠다는 입장을 밝혔다. 또한 주한 일본 대사관은 2019년 9월부터 공식 홈페이지를 통해 대한민국 서울, 일본 도쿄·후쿠시마현의 방사선량 수치를 비교한 웹페이지를 게재하면서 "일본의 방사선량은 서울을 비롯한 해외 주요 도시와 비교해도 동등한 수준이다."라고 주장했다. 하지만 대한민국의 방송사인 SBS는 2019년 9월에 진행된 취재를 통해 후쿠시마현에서 생산된 목재에서 기준치를 넘는 세슘이 검출되었으며 방사능 측정 과정이 일본 정부의 기준 없이 업계의 자율 판단을 따르고 있다고 지적했다.
오스트레일리아의 물리학자, 원자력 전문가인 헬렌 캘디콧(Helen Caldicott)은 "아베 신조 일본 총리는 일본 후쿠시마현의 방사능 문제에 관한 거짓말을 반복하고 있다. 후쿠시마현의 방사능은 도쿄의 24.6배에서 60.6배까지에 달하는 수준이다. 따라서 2020년 도쿄 하계 올림픽에 참가하는 선수단, 수만 명의 관람객들은 후쿠시마현의 음식, 방사능이 포함된 먼지에 노출되어 피폭될 수 있다."고 경고했다. 대한민국의 JTBC 취재진은 2019년 11월에 후쿠시마현 현지에서 국제적인 환경 보호 단체인 그린피스 조사단과 함께 진행한 탐사 보도를 통해 후쿠시마현의 접근 제한 구역에서 평균 10배에서 100배, 최고 400배에 달하는 방사능 수치가 측정되었다고 보도했다. JTBC는 후쿠시마현의 방사능 물질이 일본 정부에서 지정한 안전 지역에도 확산되고 있으며 일부 지역에서는 기준치를 넘는 방사능 수치가 검출되었다고 보도했다. 또한 후쿠시마현의 방사능 물질이 강을 타고 태평양으로 확산되고 있다고 지적했다. 대한민국의 방송사인 문화방송(MBC)은 2019년 11월에 일본 후쿠시마현 현지에서 그린피스 조사단과 함께 진행한 탐사 보도에서 일본 정부가 귀환 곤란 구역으로 지정한 후쿠시마현 후타바군 나미에정에서 기준치의 800배가 넘는 방사능이 검출되었으며 방사능 오염 물질을 제거하는 제염 작업을 하는 작업자의 손에서 손가락 변색과 같은 방사능 피폭 의심 증상이 나타났다고 지적했다.
대한민국의 사이버 외교 사절단을 표방하는 비정부 민간 단체인 반크(VANK)는 2020년 1월 6일에 대한민국 서울에 위치한 주한 일본 대사관 신축 공사 현장 펜스에 도쿄 올림픽과 관련된 방사능 안전 우려를 알리기 위한 차원에서 방호복과 방독면을 착용한 성화 봉송 주자가 달리는 모습을 담은 패러디 포스터를 부착했으며 1월 7일에는 같은 주제를 담은 디지털 포스터, 기념우표, 기념주화를 공개했다. 반크의 포스터 제작 과정에는 대한민국의 광고 제작자인 이제석이 참여했다. 반크의 이러한 행동은 일본의 일부 언론, 일본 자유민주당 소속 일부 정치인들로부터 공격의 대상이 되었다. 특히 스가 요시히데 일본 관방장관은 2020년 1월 13일에 열린 정례 기자회견에서 "현실과 전혀 다른 일, 절대로 있어서는 안 될 일"이라고 판단하면서 강한 불쾌감을 표명했다. 이에 대해 반크의 박기태 단장은 연합뉴스와의 전화 통화에서 "포스터 제작 목적은 2020년 도쿄 하계 올림픽 기간 동안에는 방사능 노출 우려가 크다는 점을 국제 사회에 알리기 위한 목적, 일본 정부에 방사능 노출 문제에 관한 책임 있는 대책을 마련해 줄 것을 요청하기 위한 목적"이라고 해명하는 한편 "일본 정부가 민주주의 사회의 기본적인 권리 가운데 하나인 표현의 자유를 침해하는 정치적인 행동을 벌이고 있다."고 지적했다. 반크는 "국제 올림픽 위원회(IOC)가 2020년 도쿄 하계 올림픽에서 욱일기를 사용하는 것을 용인하고 있다는 점, 반크에서 제작한 올림픽 방사능 패러디 포스터를 문제삼고 있다는 점을 지적하면서 국제 올림픽 위원회(IOC)가 일본 정부의 대변인 역할을 하고 있다."고 강하게 비판했다.

### 수질 오염·석면과 관련된 논란
2020년 도쿄 하계 올림픽 트라이애슬론·패럴림픽 패러트라이애슬론 경기가 열릴 예정인 도쿄만의 오다이바 해변 공원은 바다의 악취가 심하고 수질 오염이 극심해서 경기장으로 사용하기에 부적합하다는 지적을 받았다. 2019년 8월 11일에 오다이바 해변 공원에서 열린 트라이애슬론 오픈워터 수영에 참가했던 일부 선수들은 "화장실 냄새가 날 정도로 물이 탁하고 악취가 심하다"고 지적했다. 2019년 8월 17일에는 오다이바 해변 공원에서 열릴 예정이던 패러트라이애슬론 경기가 국제 트라이애슬론 연맹(ITU)이 정한 기준치의 2배 이상에 달하는 대장균이 검출되었다는 사실이 확인되면서 취소되기도 했다. 2021년 7월 26일 하키 B조 경기 생중계 중 경기장에서 바퀴벌레가 발견되기도 했다.
2019년 12월 30일에는 일본의 《아사히 신문》이 2020년 도쿄 하계 올림픽 수구 경기가 열릴 예정인 도쿄 다쓰미 국제 수영장에서 1급 발암 물질로 분류되어 사용이 금지된 석면이 검출되었다고 보도했다. 《아사히 신문》의 보도에 따르면 석면 검출 조사 과정에서 경기장의 지붕을 지탱하는 기둥 2곳에 사용된 내화성 자재에서 석면이 검출되었다고 전했다. 《아사히 신문》은 도쿄도가 2018년 10월부터 시작된 경기장 보수 공사가 대규모 공사에 해당되지 않는다는 점, 경기장의 기둥은 일반인이 직접 만질 수 없는 공간이라는 점에서 석면을 사용했다고 전했다. 이에 도쿄도 측은 문제 해결을 위한 비상 대책을 마련하겠다고 밝혔다.

### 폭염과 습도에 관련된 논란
일본 도쿄도는 2020년 하계 올림픽 유치 과정에서 국제 올림픽 위원회(IOC)에 "도쿄는 7월부터 8월 사이에 맑고 온화한 날씨를 띠는 날이 많기 때문에 대회에 참가한 선수들이 최상의 성적을 기록할 수 있는 이상적인 기후를 띠고 있다."고 설명했다. 하지만 기후 변화와 관련된 기온 상승으로 인한 도쿄의 폭염, 무더위로 인해 2020년 도쿄 하계 올림픽이 역대 하계 올림픽 역사상 가장 더운 하계 올림픽이 될 수 있다는 전망이 나왔고 국제 올림픽 위원회(IOC)가 막대한 중계권료로 인해 하계 올림픽의 여름 개최를 고집하고 있어서 선수들과 관중들의 건강이 우려된다는 지적을 받았다.
국제 올림픽 위원회(IOC)는 2019년 10월 16일에 일본 도쿄도의 한여름 불볕 더위를 고려하여 2020년 도쿄 하계 올림픽 마라톤·경보 경기를 도쿄에서 북쪽으로 800km 이상 떨어진 홋카이도 삿포로시에서 개최한다고 공식 발표했다. 아키모토 가쓰히로(秋元 克廣) 삿포로시장은 IOC의 결정에 환영한다는 성명을 발표한 반면 고이케 유리코 도쿄도지사는 강하게 반발하여 오전 6시에서 오전 5시에서 개최할 것을 주장했다. 여기에 고이케 유리코 도쿄도지사는 아베 신조 일본 총리, 모리 요시로 2020년 도쿄 하계 올림픽·패럴림픽 조직위원회 위원장이 블라디미르 푸틴 러시아 대통령과의 친분이 있다는 점을 지적하면서 "2020년 도쿄 하계 올림픽 마라톤·경보 경기는 북방 영토(러시아와 일본 간의 영토 분쟁 지역인 쿠릴 열도 남단 4개 섬)에서 해야 한다."고 조롱했다.
실제로 트라이애슬론의 7월 26일 경기 도중 온도는 30℃에 달하고 습도가 67.1%였다. 노르웨이 선수 크리스티안 블루멘펠트(Kristian Blummenfelt)를 비롯해서 구토를 하기도 했다. 게다가 여자 양궁에서 경기 도중 ROC 선수 스베틀라나 곰보예바는 실신을 했다. 원래 스케이트보딩은 에어컨 장치가 작동하는 실내에서 행해졌지만, 이번 스케이트보딩은 오전 8시 반에도 30도에 육박하면서 높은 온도와 습도를 기록해서 선수들이 힘들어했다. 한 선수는 스케이트보드가 경기 중 휘었다고도 밝혔다. 테니스 종목에서 한 스페인 선수는 경기 중 기권까지 했다. 일본 올림픽 조직위원회가 날씨를 거짓말했다는 선수들의 비판 속에서, 이노세 나오키 전 일본 도지사는 "여름은 원래 덥고, 나름대로 견딜 수 있다"는 엉뚱한 해명을 내놓았다.

### 태풍·낙뢰와 관련된 논란

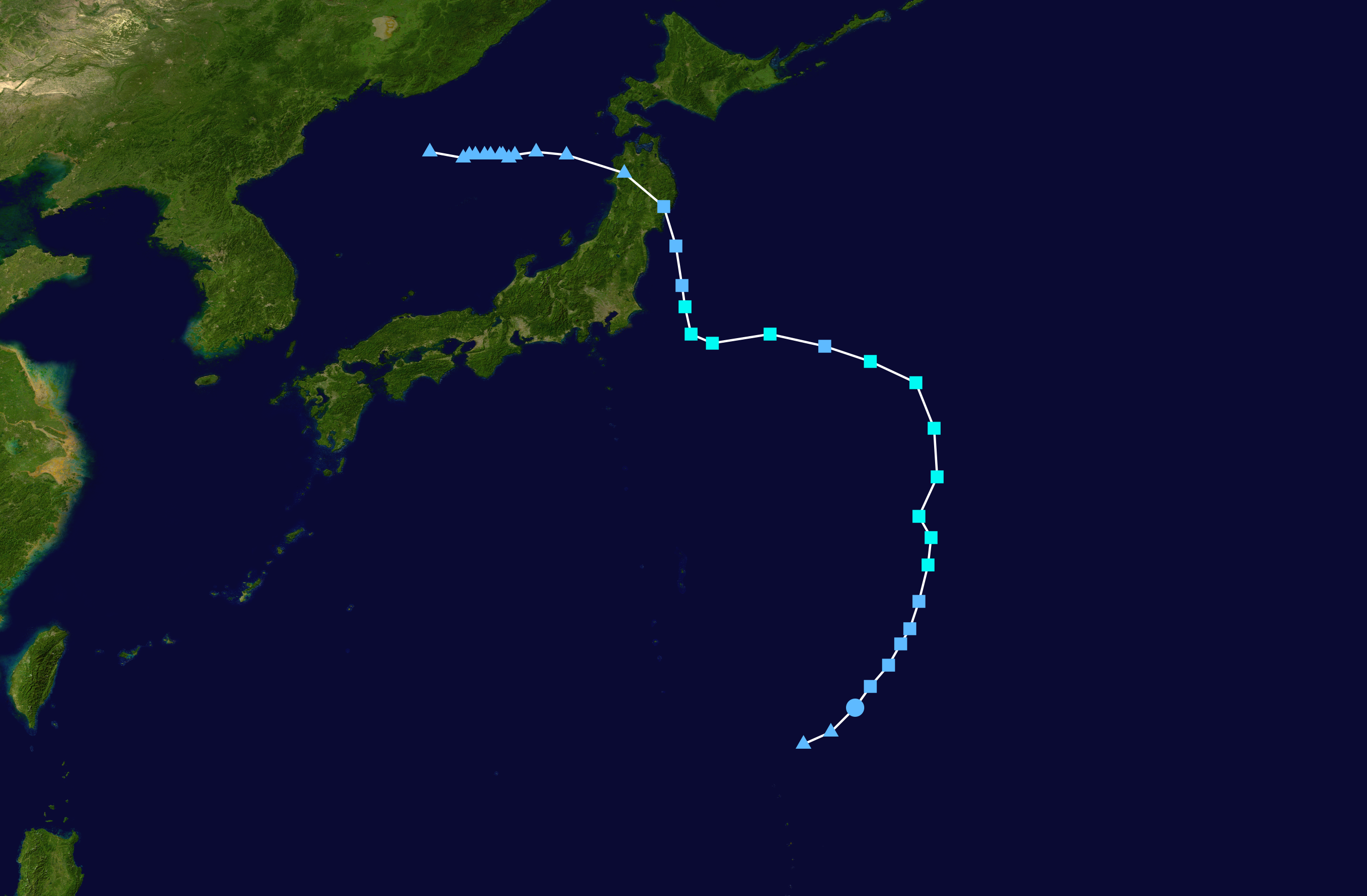
2020년 하계 올림픽에 영향을 미친 태풍 네파탁의 이동 경로

태풍 네파탁이 2021년 7월 28일 오전에 상륙했고, 최대 순간풍속은 25m/s를 기록했다. 따라서 28일 예정된 서핑 경기가 27일 진행되고, 조정 경기는 28일 뒤로 연기됐으며, 남녀 양궁 개인전이 2시간 반 늦게 시작하는 것으로 일정이 변경되었다. 양궁의 대한민국 김제덕 선수는 태풍이 오는 것이 느껴진다고도 말했다.
7월 29일에는 낙뢰가 발생해 남자 골프 경기 1라운드가 취소되었다.

### 코로나19 범유행과 관련된 논란
2020년에 일어난 코로나19 범유행으로 인하여 코로나바이러스감염증-19(COVID-19, 코로나19)가 세계 여러 나라로 확산되었다. 2016년 리우데자네이루 하계 올림픽과 관련된 주요 쟁점 가운데 하나이자 모기를 통해 전염되는 질병인 지카바이러스와는 달리 코로나19는 사람 간의 접촉을 통해 전염되는 호흡기 질병이어서 2020년 도쿄 하계 올림픽에 참가하는 선수단과 방문객들에 미치는 잠재적인 영향에 대한 우려가 제기되었다. 2020년 도쿄 하계 올림픽·패럴림픽 조직위원회는 각종 전염병 확산에 대응하고 안전한 대회 개최를 위하여 대책본부를 설치하는 한편 국제 올림픽 위원회(IOC)와 함께 상황을 모니터링하기로 결정했다. 그러나 2020년 2월에 일본 요코하마항에 정박하고 있던 크루즈 유람선 다이아몬드 프린세스호에 탑승했던 승객들이 코로나19 확진 판정을 받은 이후에 코로나19가 일본 각지로 확산되면서 올림픽 개최를 장담할 수 없는 상황에 놓이게 되었다.
이런 가운데 2020년 런던 시장 선거에 출마한 숀 베일리(Shaun Bailey) 영국 보수당 후보는 코로나19 범유행의 여파를 고려하여 2020년 하계 올림픽을 런던에서 대신 개최할 것을 제안하는 한편 2012년 하계 올림픽 개최를 경험한 런던이 올림픽과 관련된 대회 기반 시설을 갖추고 있다는 사실을 언급했다. 반면 고이케 유리코 도쿄도지사는 2020년 2월 21일에 열린 기자 회견에서 코로나19의 범유행이 국제 사회의 관심사로 거론된 사실, 코로나19 감염 사건의 진원지가 된 크루즈 유람선인 다이아몬드 프린세스호가 영국 선적이라는 사실을 거론하면서 올림픽 개최 문제를 선거의 쟁점으로 삼으려는 행동은 부적절하다고 지적했다. 스가 요시히데 일본 관방장관도 2020년 2월 21일에 열린 기자 회견을 통해 일본 정부가 코로나19에 적절히 대응하고 있으며 국제 올림픽 위원회(IOC)로부터 신뢰를 받고 있다고 반박했다.
여기에 캐나다의 수영 선수 출신인 딕 파운드(Dick Pound) 국제 올림픽 위원회(IOC) 위원은 "국제 올림픽 위원회(IOC)가 2020년 5월 말에 세계 각지에서 일어나고 있는 코로나19 범유행으로 인해 2020년 도쿄 하계 올림픽을 개최하는 것이 위험하다고 판단하면 해당 대회의 개최를 취소할 가능성이 있다."고 언급하였다. 딕 파운드 위원은 전 세계의 방송사들이 국제 올림픽 위원회(IOC)에서 판매한 올림픽 중계권을 통해 막대한 수익을 올린다는 점, 올림픽 개최 시기를 연기할 경우에는 세계 각지에서 열리는 종목별 스포츠 대회 개최 시기와 겹치거나 올림픽 개최 준비 예산이 늘어난다는 점, 단기간 내에 대규모 인원을 수용하고 올림픽 개최를 준비하기 위한 시설을 마련한 도시가 없다는 점, 올림픽이 텔레비전 중계·광고·대회 일정에 맞춰 조정된 종목별 경기 일정이 결합된 '패키지' 형식을 띤 행사라는 점 등을 들어 올림픽 취소 가능성을 예상했다. 이와 같이 2020년 하계 올림픽이 전면 취소된다면 제1차 세계 대전으로 인해서 전면 취소되었던 1916년 하계 올림픽, 제2차 세계 대전으로 인해서 전면 취소되었던 1940년 하계 올림픽·1944년 하계 올림픽 이후 76년 만에 4번째로 하계 올림픽이 전면 취소되는 사례이자 전쟁이 아닌 전염병 유행으로 인해서 올림픽이 전면 취소가 되는 것은 근대 올림픽 사상 최초의 일이 될 수도 있다.
이에 대해 스가 요시히데 일본 관방장관은 2020년 2월 26일 오전에 열린 정례 기자회견에서 딕 파운드 IOC 위원의 견해는 국제 올림픽 위원회(IOC)의 공식적인 견해가 아닌 개인적인 견해일 뿐이며 2020년 도쿄 하계 올림픽 성화 봉송도 예정대로 진행될 것이라고 반박했다. 토마스 바흐 국제 올림픽 위원회(IOC) 위원장은 2020년 2월 27일에 열린 일본 언론과의 기자회견에서 "국제 올림픽 위원회(IOC)는 일본 정부, 대회 조직위원회와의 긴밀한 협조를 통해 선수단과 관람객들의 안전을 최우선으로 삼고 있으며 2020년 도쿄 하계 올림픽의 성공적인 개최를 위해 준비하고 있다."고 밝혔다.
토마스 바흐 국제 올림픽 위원회(IOC) 위원장은 2020년 3월 12일에 스위스 로잔에서 열린 기자회견에서 "오는 2020년 7월 24일에 개막할 예정인 2020년 도쿄 하계 올림픽을 예정대로 치르는 것이 목표였지만 감염증 확산으로 인해 세계 보건 기구(WHO)가 대회 취소를 요구하면 개최를 취소할 수 밖에 없다."는 입장을 전달했다. 반면 도널드 트럼프 미국 대통령은 2020년 3월 12일에 백악관에서 열린 리오 버라드커 아일랜드 총리와의 회담 도중에 2020년 도쿄 하계 올림픽을 1년 연기할 것을 제안하면서 "텅 빈 경기장으로 치르는 것보다는 1년 연기하는 것이 더 나을 것 같다."는 개인적인 입장을 전달했다.
캐나다 올림픽 위원회·오스트레일리아 올림픽 위원회·뉴질랜드 올림픽 위원회·영국 올림픽 협회는 2020년 3월 23일에 공개된 공식 성명을 통해 2020년 도쿄 하계 올림픽 불참을 선언하는 한편 국제 올림픽 위원회(IOC)에 대회의 개최 시기를 1년 연기해 줄 것을 요청했다. 세계보건기구(WHO)도 "일본 정부와 IOC가 선수들과 관중들에게 위험을 줄 수 있는 경기를 진행하지 않을 것임을 확신한다."는 입장을 전달했다. 아베 신조 일본 총리와 토마스 바흐 국제 올림픽 위원회(IOC) 위원장은 2020년 3월 24일에 진행된 전화 통화를 통해 2020년 도쿄 하계 올림픽·패럴림픽을 2021년 여름으로 연기하는 안건에 전격 합의했다. 아베 신조 일본 총리는 "인류가 코로나19를 이겨낸 증거로 만들기 위해 2020년 도쿄 하계 올림픽·패럴림픽을 '완전한 형태'로 개최하기를 원한다."고 밝히면서 대회 명칭은 그대로 '2020년 도쿄 하계 올림픽'을 사용한다고 밝혔다.
그러나 존 코츠(John Coates) 국제 올림픽 위원회(IOC) 조정위원장은 2020년 5월 22일에 진행된 오스트레일리아 언론과의 인터뷰에서 "코로나19 범유행의 여파로 인하여 2021년에 2020년 도쿄 하계 올림픽을 개최하려는 계획이 사실상 불가능한 상황이 되었다. 이에 따라 국제 올림픽 위원회가 2020년 10월에 2020년 도쿄 하계 올림픽의 개최 여부를 결정할 수 있다."고 지적했다. 여기에 토마스 바흐 국제 올림픽 위원회(IOC) 위원장이 "코로나19 범유행의 여파로 인하여 2020년 도쿄 하계 올림픽이 다시 연기되는 일은 없다."는 견해를 밝히면서 대회 자체가 취소될 위기에 내몰렸다.
한편 2021년 4월 6일에 조선민주주의인민공화국이 선수단 보호를 이유로 올림픽 불참을 전격적으로 선언하였다. 조선민주주의인민공화국이 하계올림픽에 불참하는 것은 1988년 서울올림픽 이후 33년만의 일이기도 하다. 북한은 1992년 바르셀로나 올림픽부터 하계올림픽에 매번 참가를 하였으며 정치적으로 적국으로 간주하고 있는 1996년에 열렸던 미국 애틀랜타 올림픽에도 참가하였다.

## 정치적 관련 논란

### 독도·센카쿠 제도 분쟁과 관련된 논란
2020년 도쿄 하계 올림픽·패럴림픽 조직위원회의 공식 홈페이지가 개최국인 일본의 2020년 도쿄 하계 올림픽 성화 봉송 경로와 일정을 안내하는 지도에서 대한민국과 일본 간의 영토 분쟁 지역인 독도, 중국과 일본 간의 영토 분쟁 지역인 센카쿠 제도(중국명 댜오위다오)를 일본의 영토로 표시했다. 독도를 실효 지배하고 있는 대한민국 외교부는 2020년 도쿄 하계 올림픽·패럴림픽 조직위원회에 일본의 지도에서 독도를 삭제해 줄 것을 요구했다. 쿠릴 열도 남단 4개 섬을 실효 지배하고 있는 러시아 외무부의 마리야 자하로바 대변인도 2020년 도쿄 하계 올림픽·패럴림픽 조직위원회를 비판하는 공식 성명을 발표했다. 이에 앞서 러시아 외무부는 2019년 6월 28일부터 6월 29일까지 열린 2019년 오사카 G20 정상회의에서 쿠릴 열도 남단 4개 섬을 일본의 영토로 표시한 공식 자료를 사용한 일본 정부에 공식 항의 서한을 전달한 바 있다. 대한민국과 러시아의 올림픽 보이콧이 예상되거나 정치적으로 언급되기도 했다. IOC는 이 중 독도에 대해서 "단순한 지정학적 표기이며, 정치적인 의도가 없다"고 답변했다.

### 욱일기와 관련된 논란

욱일기로 널리 알려진 해상자위대의 기

2020년 도쿄 하계 올림픽·패럴림픽 조직위원회는 2019년 9월에 공개된 공식 성명을 통해 2020년 도쿄 하계 올림픽 경기가 열리는 경기장에서 욱일기의 반입과 사용을 허용한다고 밝혔다. 조직위원회는 "욱일기는 일본에서 광범위하게 사용되고 있고 어떠한 정치적인 의미를 담고 있지 않다. 따라서 욱일기의 반입과 사용을 금지할 이유가 없다."는 입장을 밝혔다. 이에 앞서 일본 외무성은 2019년 5월부터 욱일기 사용의 정당성을 주장하는 일본어, 영어를 비롯한 외국어 홍보 자료를 제작했다.
이에 대해 대한체육회와 대한민국 정부는 "과거 독일의 나치 정권의 상징으로 사용된 하켄크로이츠(만자문)가 유럽인들에게 제2차 세계 대전의 악몽을 상기시켜 주듯이 과거 일본 제국에서 제국주의와 군국주의, 침략과 전쟁의 상징으로 사용된 욱일기는 한국인들에게 역사적인 상처와 고통을 상기시켜 준다. 이는 올림픽에서 금지하는 정치적인 선전 행위에 해당한다."고 판단하고 국제 올림픽 위원회(IOC)가 욱일기의 반입과 사용을 금지해야 한다고 주장했다. IOC는 대한민국 정부가 2020년 도쿄 하계 올림픽·패럴림픽에서 욱일기의 반입과 사용을 금지해달라는 요구와 관련하여 "사안별로 판단하겠다."는 입장을 표명했다. 반면 하시모토 세이코(橋本 聖子) 도쿄 올림픽·패럴림픽 담당상은 "욱일기는 정치적 선전에 해당하지 않기 때문에 문제가 없다."는 입장을 밝혔다.
서경덕 성신여자대학교 교수는 미국 《AP》, 《뉴욕 타임스》, 《워싱턴 포스트》, 영국 《로이터》, 중국 《인민일보》, 프랑스 《르 몽드》를 비롯한 전 세계 32개 주요 신문 및 언론사에 2020년 도쿄 하계 올림픽·패럴림픽에서의 욱일기의 반입과 사용 허가에 관한 제보 메일을 발송하여 일본의 욱일기가 과거 독일의 나치 정권이 사용했던 하켄크로이츠와 같은 전쟁 범죄의 상징임을 지적했다. 한편 대한민국에서 활동한 미국 출신의 유튜버인 하이채드(Hi Chad, 본명: 채드 태너(Chad Tanner))는 자신이 제작한 유튜브 동영상을 통해 미국 뉴욕에 위치한 타임스 스퀘어에 욱일기 사용에 반대하는 내용이 담긴 광고를 신청했지만 논쟁적이고 정치적이라는 이유로 거절당한 일화를 소개하는 한편 미국 백악관의 청원 웹사이트인 위 더 피플에 2020년 도쿄 하계 올림픽·패럴림픽에서의 욱일기 사용을 금지할 것을 촉구하는 내용이 담긴 청원을 게재했다. 하이채드가 백악관에 게재한 청원의 서명 인원은 10만 명 이상을 돌파했다.
대한민국의 사이버 외교 사절단을 표방하는 비정부 민간 단체인 반크(VANK)는 2019년 9월 20일에 온라인 청원 웹사이트인 Change.org에 국제 올림픽 위원회(IOC), 2020년 도쿄 하계 올림픽·패럴림픽 조직위원회를 상대로 2020년 도쿄 하계 올림픽에서 욱일기의 사용을 금지해달라는 내용을 담은 청원을 게재했으며 2019년 11월 11일에는 유튜브에 욱일기의 사용을 금지할 것을 촉구하는 내용을 담은 동영상을 게재했다. 유튜브는 한때 반크가 올린 동영상을 19세 미만의 청소년이 시청할 수 없는 동영상으로 분류했다가 하루 만에 해제했는데 반크 측은 일본 네티즌의 집중적인 신고 때문이었다고 해명했다. 2019년 9월부터 2020년 도쿄 하계 올림픽에서의 욱일기 사용을 반대하는 선언 운동을 전개한 대한민국의 노동자 단체인 부산노동자겨레하나는 2019년 12월 9일에 국제 올림픽 위원회(IOC)로부터 이메일 답변을 받았다고 밝혔다. 국제 올림픽 위원회(IOC)는 이메일을 통해 "경기장에서는 정치적인 시위가 없어야 한다고 확신한다"고 밝히면서 "경기 도중에 문제가 발생하면 사례별로 조사할 것"이라는 입장을 밝혔다.

### 대한민국 선수단의 현수막과 관련된 논란
2021년 7월 15일, 대한체육회 관계자가 선수촌 숙소의 외벽에 '신에게는 아직 5000만 국민들의 응원과 지지가 남아 있사옵니다'라는 현수막을 걸었는데, 이는 이순신 장군이 임진왜란 때 했던 말 '신에게는 아직 열두 척의 배가 있습니다'라는 말을 연상시킨다. 이순신 장군의 명언과 함께 국민들의 응원을 표현하는 현수막이었다. 그런데 일본 언론은 이를 반일 문구라며 과민 반응을 보였고, 국제올림픽위원회(IOC)의 지시에 따라 해당 현수막이 철거되었다.
그래서 호랑이 그림이 있는 '범 내려온다'라고 쓰인 현수막으로 대체했고, 이때 IOC는 욱일기를 제재하겠다고 약속했다. 하지만 또 일본 언론에서는 '범 내려온다' 현수막이 일본이 조선의 호랑이를 멸종시킨 것과 관련이 있다며 트집을 잡았다.

## 인권 관련 논란

### 인종·국가 차별과 관련된 논란
올림픽이 열리기 이전부터, 도쿄의 한 호텔이 "일본인 전용"과 "외국인 전용" 엘리베이터를 나눠 사용하도록 하여 논란이 되었으며, 해외에서는 이를 "일본의 아파르트헤이트"라고 비판하였다.
한편 대한민국의 방송사인 문화방송(MBC)에서도 2020년 하계 올림픽 개막식 진행 중계 도중에 타 국가를 모욕하는 자막, 관련 사진을 삽입한 사실이 확인되어 시청자들의 빈축을 샀으며, 몇몇 외신들에서도 소개되어 조롱의 대상이 되었다. 24일 문화방송은 입장문을 내며 이에 대해 사과했다.

## 선수촌 논란

### 침대에 관한 논란
선수촌의 '골판지 침대'는 재활용이 가능해서 친환경적이고, 200kg도 버틸 수 있다고 조직위가 설명했다. 폴 첼리모 미국 육상 선수는 침대가 무너지거나 젖어서 떨어질 수 있다고 걱정했고, 뉴질랜드 선수는 골판지 침대가 가라앉았다고 말했다. 미국 뉴욕포스트는 붕괴 우려 때문에 선수들의 성관계가 불가능할 것이라며 '성관계 방지용'이라고도 조롱했다. 한편, 오스트레일리아의 하키 선수와 아일랜드의 체조 선수는 침대가 무너지지 않고 안전하다고 증명했다. 제작 업체인 '에어위브'(Airweave)는 침대가 성관계 방지용이 아니며, 튼튼하다고 해명했다.

### 기타 선수촌 시설에 관한 논란
선수촌의 화장실은 제작을 미리 한 욕실을 조립하는 '유닛 배스'(unit bath)의 형식으로 천장이 낮을 수 있다. 이에 대해 러시아 선수 아르템 볼비치는 화장실의 높이가 낮고 일어서지 못한다고 불평했다.
선수촌에서 세탁물을 찾아오는 데 시간이 오래 걸린다는 불평도 있다. 대한민국 핸드볼 대표팀은 분실 소동을 겪기도 했다.
또 방 안에 냉장고와 TV가 없고 유상 대여 대상이라는 점과 서비스가 좋지 않다는 점, 일본 선수는 별도 시설과 IOC 위원은 호화 호텔에 머문다는 점 등도 불만으로 떠올랐다.

## 같이 보기
- 도요스 시장
- 코로나19 범유행이 텔레비전에 끼친 영향